# Polygala filicaulis
Polygala filicaulis là một loài thực vật có hoa trong họ Polygalaceae. Loài này được Baill. miêu tả khoa học đầu tiên năm 1886.